# Pero qué público más tonto tengo
«Pero qué público más tonto tengo» es una canción de la banda de punk española «Kaka de Luxe». Apareció por primera vez en el disco Kaka de Luxe/Paraíso, un EP compartido con el grupo Paraíso en el que se publican también los temas aparecidos en sus anteriores EP.

## Discos en los que aparece
- Kaka de Luxe/Paraíso (Zafiro, 1982) Vinilo EP. Pista 2B.[1]
- Las canciones malditas (El Fantasma del Paraíso, 1983) Vinilo LP. Pista 4A.[2]
- Las canciones malditas (Chapa Discos, 1994) Reedición CD. Pista 4.[3]
- Las canciones malditas (Zafiro, 1997) Reedición CD. Pista 4.[4]
- La edad de oro del pop español (Doble CD, BMG Ariola, 1992) CD2. Pista 15.[5]
- La edad de oro del pop español (Colección 5 CD, DRO EastWest S.A., 2001) CD2. Pista 7.[6]
- Lo mejor de la edad de oro del pop español. Kaka de Luxe (Zafiro, 2001) CD. Pista 4. (reedición del CD con otro orden en las pistas dentro de colección)[7]